# 马大沛
马大沛（1934年—1996年），男，浙江温州人，中国工程师，曾任中国建筑工程（澳门）有限公司副董事长、总经理，第五、六届全国人大代表。

## 家族
伯父马孟容、马公愚为书画家，父亲马味仲为工程师。